# Föräldraföreningen mot narkotika
Riksförbundet Föräldraföreningen Mot Narkotika (FMN) är en religiöst och partipolitiskt obunden organisation i Sverige som grundades 1968. Förbundet består av lokalföreningar och kontaktgrupper över hela Sverige.  
FMN arbetar främst med att ge stöd och råd åt personer som påverkas negativt av någon annans droganvändning. Andra områden som organisationen arbetar med är förebyggande arbete i form av föreläsningar och annan informationsverksamhet. Förbundet bedriver även opinionsbildning för en restriktiv narkotikapolitik och mer aktiva insatser från samhället på det lokala planet.  
En stor del av föreningarnas medlemmar är föräldrar och anhöriga till någon som använder eller har använt narkotika. Förbundet har fler kvinnor än män som medlemmar. 
Förbundets ideologi formuleras som "Även om människor är tyngda av svårigheter har de kunskap, livserfarenheter och en möjlighet att förändra sin situation. Det förebyggande arbetet ska verka för en stark allmän opinion mot droger, tidig upptäckt och en restriktiv drogpolitik."
I förbundets drogpolitiska program tas det upp allt från olika definitioner och utgångspunkter till ställningstaganden för såväl ett fokus på drogfrihet som att skadelindrande åtgärder under vissa förutsättningar kan behövas. 